# Exposição Universal de 1988

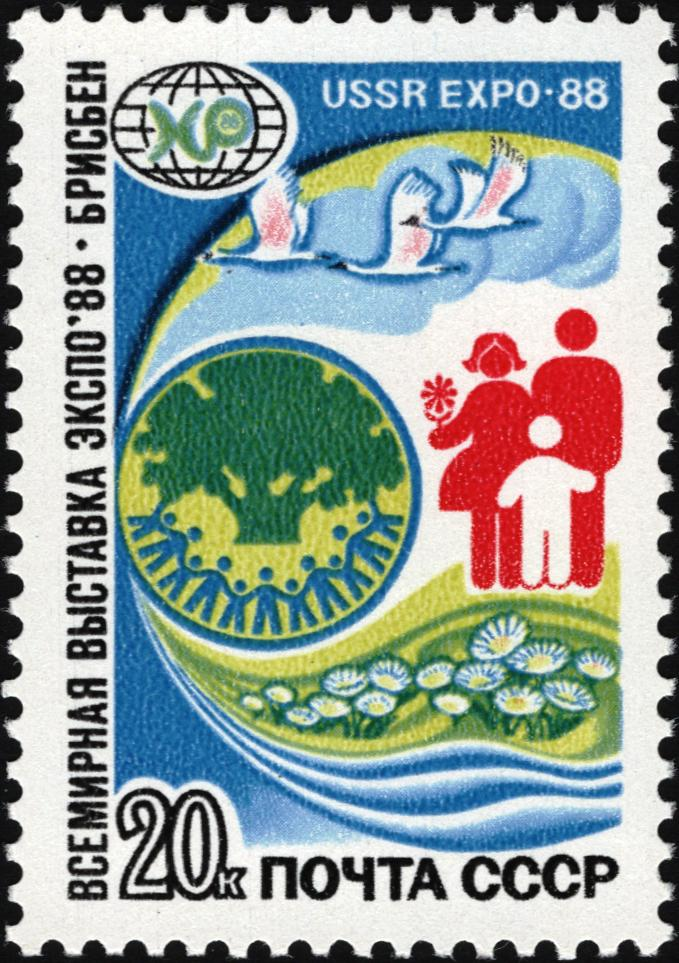
Selo da URSS comemorando a Expo '88

A Exposição Universal de 1988 (também conhecida como: Expo '88) foi uma exposição mundial que ocorreu em Brisbane, em Queensland, na Austrália, durante seis meses: entre 30 de abril de 1988 e 30 de outubro de 1988. O tema da Expo foi "Lazer na Época da Tecnologia", e o mascote da Expo era um Ornitorrinco, nomeado de "Expo Oz"..

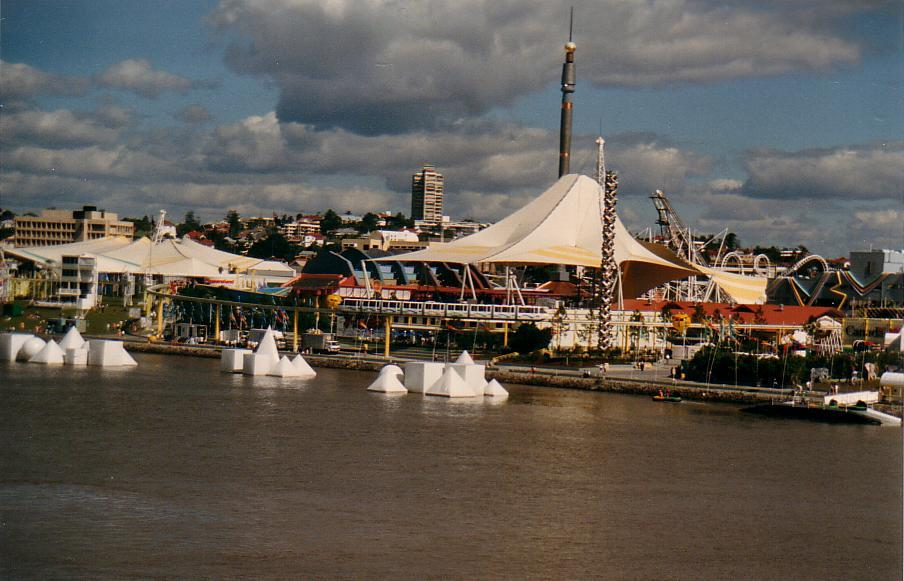
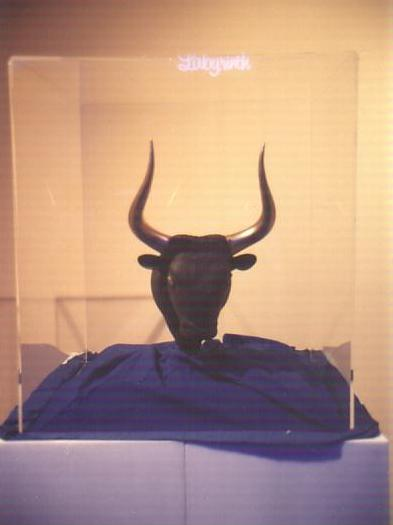
Escultura de uma cabeça de minotauro grega no Expo '88
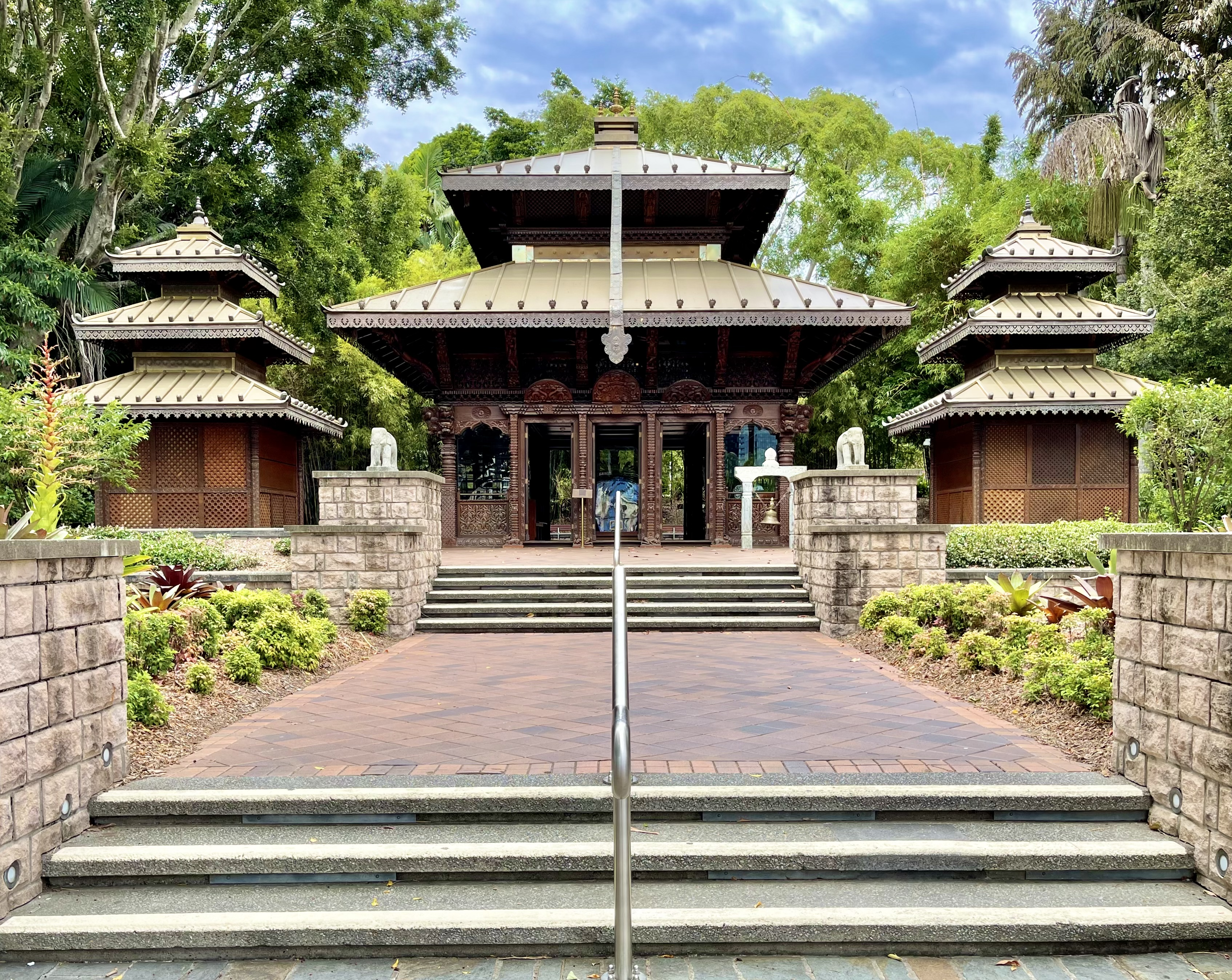
Pavilhão da paz de Nepal, na Expo '88